# Glotocronologia
A glotocronologia é uma técnica para calcular a separação temporal entre duas línguas que se supõe aparentadas.
Está baseda na percentagem de palavras que são substituídas por outras. Morris Swadesh baseando-se em dados de diferentes famílias linguísticas, cuja história é conhecida por documentos, estimou que devido a mudanças internas e contribuições externas, aproximadamente 14% das palavras básicas do vocabulário de uma língua são substituidos a cada intervalo de mil anos.
A glotocronologia é um método de estudo cujos resultados não podem ser precisos. De qualquer forma, está proposta para a investigação da evolução daquelas línguas que carecem de textos escritos, pelo que há que descartar o método comparativo, usado para a reconstrução do indo-europeu e buscar alternativas de investigação.
No primeiro volume da coleção História Geral da África, aquele no qual são tratados aspectos sobre metodologia de pesquisa e pré-história, a glotocronologia é citada como uma das técnicas que podem contribuir para elucidar aspectos da história dos povos africanos.

## Supostos básicos
Explicitamente, os dois supostos nos quais se baseia o método glotocronológico são:
1. A taxa de substitução de palavras do vocabulário é aproximadamente constante, ao menos para o vocabulário básico, considerando-se períodos muito grandes.
2. A taxa de substitução de palavras é aproximadamente uniforme entre todas as línguas do mundo, ao menos para o vocabulário básico.